# 達斯塔凱特

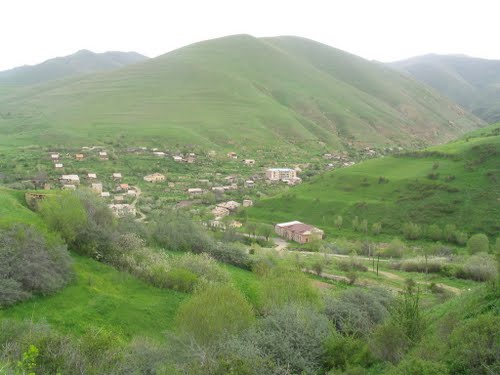
達斯塔凱特

達斯塔凱特（羅馬化：Dastakert），是亞美尼亞南部休尼克州的村庄，毗鄰與阿塞拜疆接壤的邊境，距離首都葉里溫236公里，面積10.26平方公里，海拔高度2,050米，2010年人口303。